# إحراق الممتلكات
إحراق الممتلكات أو الإحراق العَمد هي جريمة حرق عن قصد أو عن سوء نية ويتم تصنيفه على أنه إضرام النار في البنى التحتيه أو مناطق البراري.ويمكن التمييز بينه وبين احتراق التلقائي في الغابات الطبيعية 

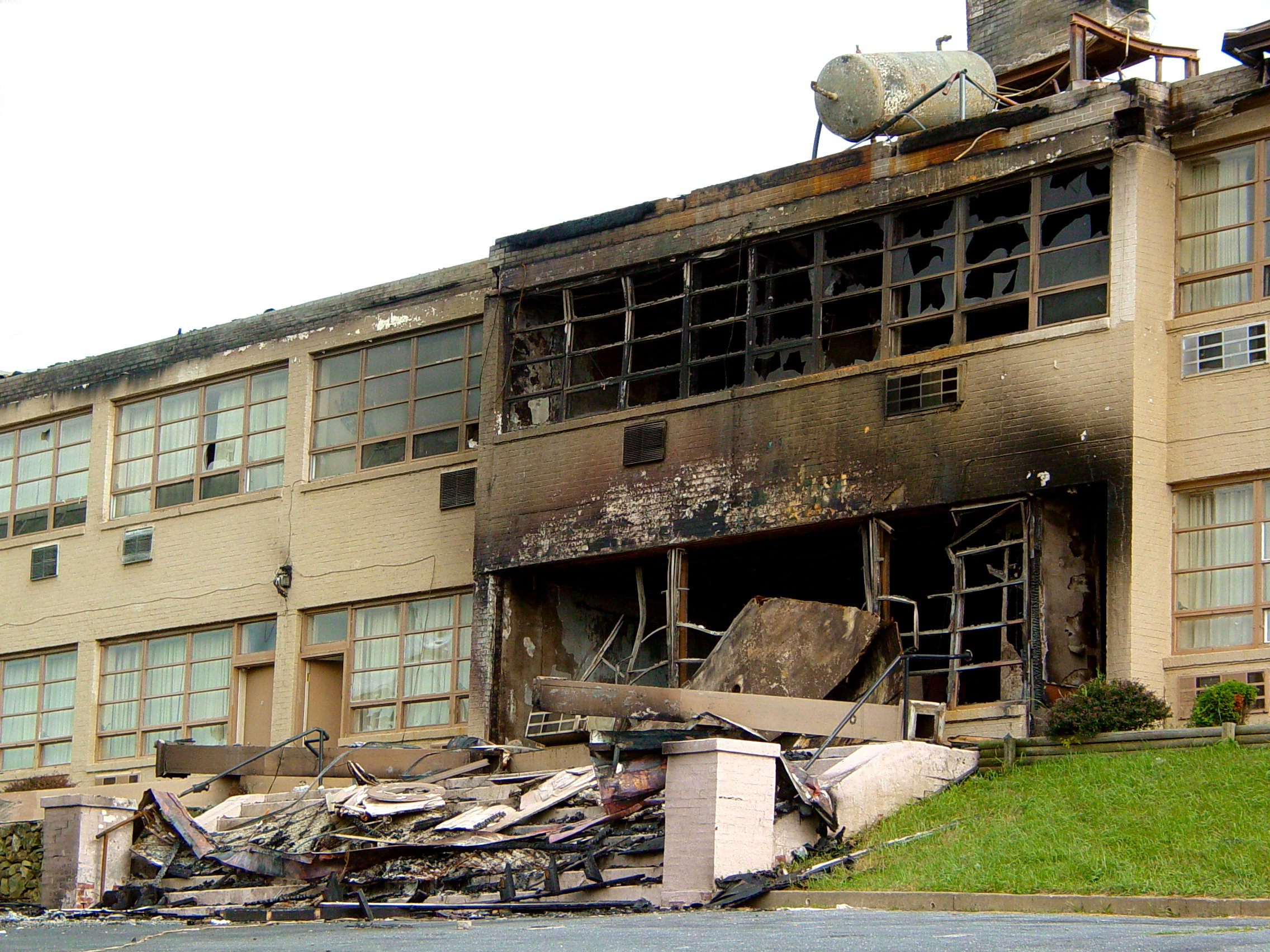
حرق متعمد لموتيل في 2004

## التعاريف القانونية
- في الولايات المتحدة كل ولاية لها قانون خاص بها ولكن في الغالب يعتبر جريمة